# Peperomia graveolens
Peperomia graveolens là một loài thực vật thuộc họ Piperaceae. Đây là loài đặc hữu của Ecuador.

## Hình ảnh

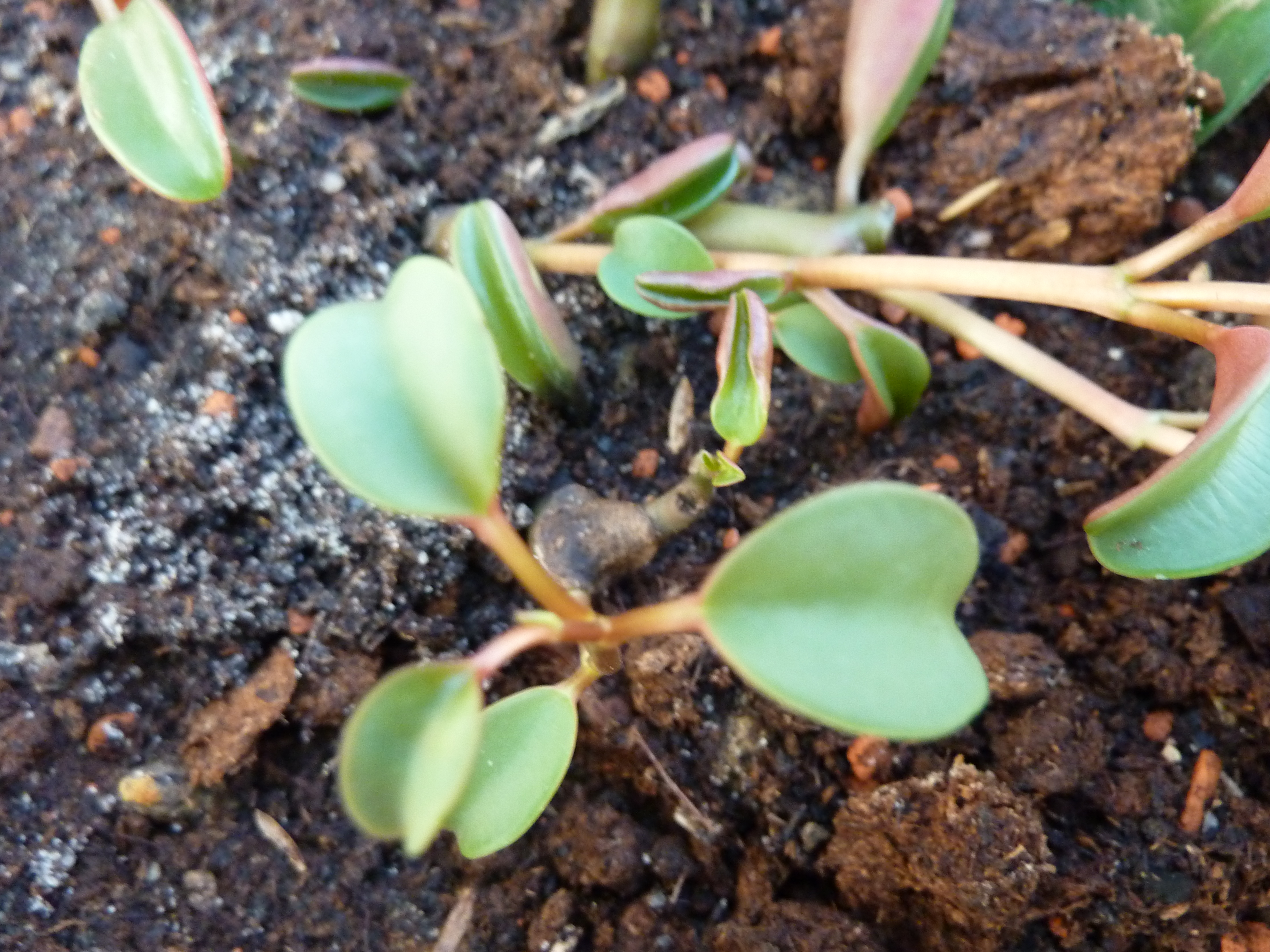
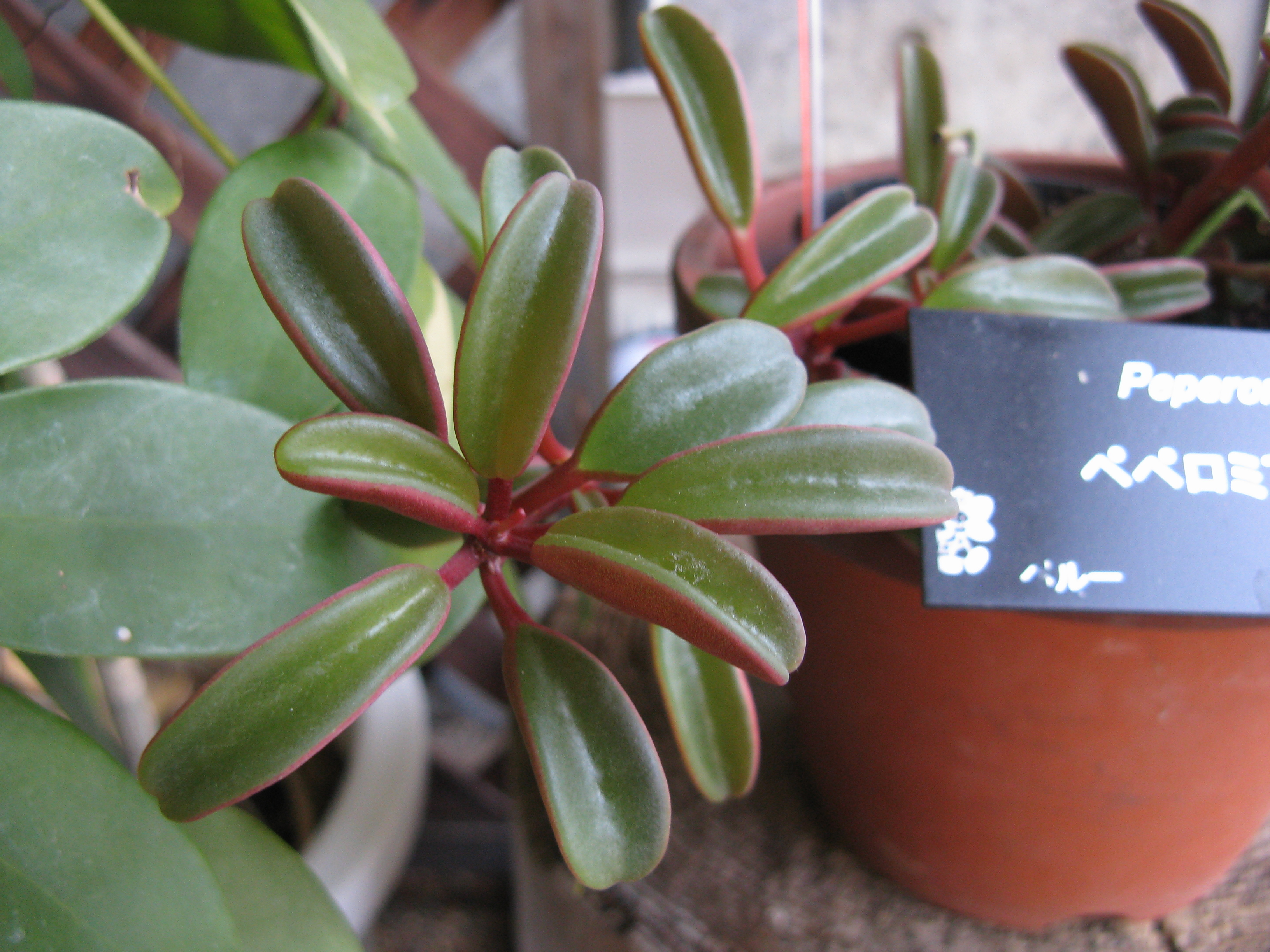